# Sumol+Compal
Die Sumol+Compal S.A. ist ein portugiesischer Getränkekonzern mit vier Standorten in Portugal. Die Aktiengesellschaft hat ein Grundkapital von 100.092.500 Euro. Die Aktien werden bei der Börse Euronext gehandelt. Seinen Sitz hat das Unternehmen in Carnaxide bei Lissabon.

## Geschichte
Die Sumol+Compal entstand durch die Fusion der beiden Unternehmen Sumolis und Compal im Jahr 2009. Sumolis existierte bereits seit 1945, Compal seit 1952.
Im Mai 2010 verkündete Sumol+Compal den Verkauf der Marke Sucol und die Formel der Zutaten Sumol Nectar, Sumol Neclight und Sumol 100 % Sumo. Der Verkauf wurde durch die Autoridade da Concorrência (portugiesische Wettbewerbsbehörde) angeordnet. Am 23. April 2012 wurde bekannt, dass die Marke Tagus an die Gruppe DAMM für 2,6 Millionen Euro verkauft wurde. Sumol+Compal wird sich fünf Jahre um die Distribution der Marken der Gruppe DAMM kümmern.

## Standorte
Die Verwaltung befindet sich in Carnaxide. Produktionsstätten befinden sich in Almeirim, Pombal, Gouveia und Sampaio. Distributionszentren befinden sich in Póvoa de Varzim, Carnaxide und Faro. Das Unternehmen betreibt Lager in Ovar, Viseu, Seixal, Évora und  Portimão.

## Produkte
Das Unternehmen stellt folgende Getränke her:
- Bier
  - Grolsch
  - Tagus
  - Estrella Damm
  - Bock Damm
- Säfte
  - Compal
  - Um Bongo
- Erfrischungsgetränke
  - eigene Marken
    - B!
    - Blendz
    - Citro
    - GUD
    - Sumol

  - Lizenzabfüllung
    - 7Up
    - Gatorade
    - Guaraná Antarctica
    - Lipton Ice Tea
    - Pepsi

- Wasser
  - Frize (Mineralwasser)
  - Serra da Estrela (Quellwasser)
  - Luso (Quellwasser)